# Abbaye de Muckross
L'abbaye de Muckross est l'un des principaux sites ecclésiastiques du parc national de Killarney dans le comté de Kerry en Irlande. Elle est fondée en 1448 par Domhnall an Dána mac Taidhg Mac Carthaigh Mór et établie dès lors comme monastère pour les frères franciscains de l'Observance. Le dernier Mac Carthy à être abbé laïc de Muckross fut Donal Mac Carthy Mor, comte de Glencar, mort en 1596. 

## Présentation
L'histoire de l'abbaye est ponctuée par la violence : elle est saccagée puis reconstruite plusieurs fois. Les moines faisaient souvent l'objet de persécutions et subirent les attaques répétées de bandes de pillards. L'abbaye est finalement brûlée par les troupes d'Oliver Cromwell en 1652.
Les Mac Carthy, O'Sullivan et O'Donoghe, trois grands chefs de clan, y sont enterrés, ainsi que de grands poètes du comté de Kerry des XVIIe et XVIIIe siècles, tels que O'Donoghue, Aogán O'Rathaille et O'Suilleabhain.
Aujourd'hui, l'abbaye, bien que n'ayant plus de toit sur sa majeure partie, est relativement bien conservée. L'une de ses curiosités est son cloître voûté, de style romano-gothique normand, organisé autour d'une cour intérieure qui abrite en son centre un grand if plusieurs fois centenaire, comme à l’emplacement de l'ancien cloître de l'abbaye de Jumièges en Normandie.